# 信仰の擁護者
信仰の擁護者（しんこうのようごしゃ、ラテン語: Fidei defensor、女性形: Fidei defensatrix、英語: Defender of the Faith、フランス語: Défenseur de la Foi）は、16世紀前半以降多くのイングランド王、後にはイギリス王の正式称号の一部として使われ、また他の国の一部の君主や国家元首が名乗った称号。

## イギリスでの使用

### 歴史

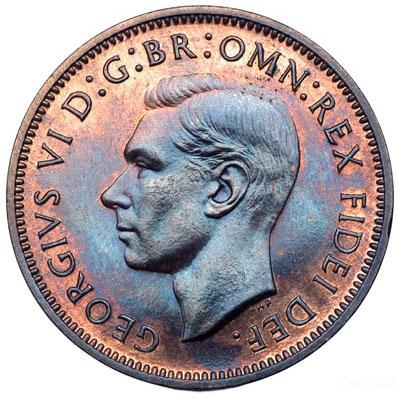
1951年に発行された、ジョージ6世の肖像が刻まれたファージング硬貨。肖像の周りの"GEORGIVS VI D:GR:BR:OMN:REX FIDEI DEF:"はラテン語で「ジョージ6世、神の恩寵による全ブリタンニアの王にして信仰の擁護者」と刻まれている。

「Defender of the Faith」という表現は、1521年10月11日にローマ教皇レオ10世によってイングランド王ヘンリー8世へ付与されて以来、イングランドと後のイギリスの君主の補助的な称号の一つである。ヘンリー8世の妻のキャサリン・オブ・アラゴンもまた自己の権利によって信仰の擁護者であった。この称号は婚姻の秘跡性と教皇の優位性を擁護したヘンリーの著作『七つの秘跡の擁護（Assertio Septem Sacramentorum）』の功績を認めて贈られた。これは「Henrician Affirmation（ヘンリーの確認）」とも呼ばれ、宗教改革の初期段階、特にマルティン・ルターの考えに対する重要な反論と見られている。
ローマと決別し、自身をイングランド国教会の首長とする1530年のヘンリーの決定後、この称号は教皇パウルス3世によって無効とされ、ヘンリーは破門された。しかし、1544年、イングランド議会はヘンリー8世とその後継者に「信仰の擁護者」の称号（現在は聖公会信仰の擁護者）を贈り、彼らは（カトリックのメアリー1世を除き）イングランド国教会の首長（Supreme Governor）であり続けた（正式には首座主教としてのカンタベリー大主教の上位）。
スコットランド王ジェームズ5世は1537年1月19日に教皇パウルス3世によって信仰の擁護者の称号を与えられた。これは、スコットランド王が彼のおじ（叔父）であるヘンリー8世が辿った道を取らないようにとのローマ教皇の願いを象徴していた。ジェームズ5世の父のジェームズ4世は1507年に教皇ユリウス2世によって「キリスト教信仰の守護者と擁護者」の称号を与えられていた。しかし、どちらの称号もスコットランドの君主の正式な称号の一部とはならなかった。
プロテクトレート期（1653年-1659年）の間、イングランド共和国護国卿のオリバー・クロムウェルとリチャード・クロムウェルは「信仰の擁護者」の称号を身に付けなかった。しかし、王政復古後にこの称号が再び採用され現在に至っている。

### 現代での使用
連合王国の国王（イギリスの君主）としての地位において、2022年9月8日より在位中のチャールズ3世は「チャールズ3世、神の恩寵による、グレートブリテンおよび北部アイルランド連合王国および他のレルムや領域（英連邦王国）の国王、コモンウェルス（イギリス連邦）の長、信仰の擁護者であるチャールズ3世陛下（His Majesty Charles the Third, by the Grace of God, of the United Kingdom of Great Britain and Northern Ireland and of His other Realms and Territories, King, Head of the Commonwealth, Defender of the Faith.）」と称されている。
「信仰の擁護者」の称号は、イングランド国教会首長(Supreme Governor of the Church of England)としての国王の地位を反映している。
元々のラテン語の語句である Fidei Defensor はイギリスの硬貨に F D あるいは FID DEF という略称で記されている。これはジョージ1世の治世の1714年に初めて刻まれた。1849年に、10進法移行前のイギリスのいわゆるゴッドレス・フローリン（神無きフローリン）コインからこの成句（および君主の称号のその他の部分）を省略するという王立造幣局の決定は反発を招き、程なくして君主の称号が再び硬貨に刻まれるようになった。
ほとんどの英連邦王国において、最初の「神の恩寵による」という語句が維持されているのに対して、「信仰の擁護者」という語句は君主の正式な称号には表われない。例えば、オーストラリアにおけるチャールズ3世は現在、「...神の恩寵による、オーストラリアおよび他のレルムや領域の国王、イギリス連邦の元首」と称されている。「信仰の擁護者」と加えて称されているのは、カナダとニュージーランド、イギリスにおいてのみである。
カナダはこの成句を正式な称号に含めることを選択したが、これは君主が国家宗教（カナダは持っていない）の保護者と見なされているのではなく、一般的な信仰の擁護者と見なされているためである。しかし、エリザベス2世の在位下でカナダの硬貨に使用された称号は単に「D. G. Regina (Dei Gratia Regina)、神の恩寵による女王」である。現在のチャールズ3世の在位下では、「D. G. Rex (Dei Gratia Rex)、神の恩寵による国王」が硬貨に刻まれる称号となる。
一部の英連邦の国は、正式に共和制国家となるまでこの称号を留めていた（例えば南アフリカ連邦は1953年5月29日まで）。その他の国はより早い時期に使用を止めた。例えばパキスタンはまだ英国自治領であった1953年に、圧倒的多数のムスリム人口とキリスト教信仰の擁護者としての君主を持つことの間の矛盾を認めて、この称号の使用を止めた。
現在の国王チャールズ3世は、キリスト教以外の信仰にも理解を示しており、王太子時代に「自分が王位を継ぐ際に、この称号と精神を変えたい」という意向を度々表明していた。1994年には「私は個人的にはキリスト教信仰（the Faith）の擁護者ではなく、（一般的な）信仰（Faith）の擁護者でありたい」と述べ、論争となった。また、2015年には「国教会の役割は国教会の信仰のみを擁護することではなく、他の信仰の自由な実践を保護することにある」「『信仰の擁護者』（Defender of the Faith）であると同時に『信仰の保護者（protector of faiths）』にもなれる」と述べている。2022年に即位した際にも信仰の擁護者というフレーズは用いられている。

## フランス語での使用

### ハイチ
1811年、ハイチ王を僭称したアンリ1世は自身に「Défenseur de la Foi」の称号を与え、自らの正式な称号に含めた。フランス語の正式称号は「神の恩寵とハイチ王国憲法による、トルチュガ、ゴナーヴと他の隣接した諸島の主権者、暴政の破壊者、ハイチ国民の再生者かつ後援者、士気と政治と戦争機関の創造者、新世界で最初の王制君主、信仰の擁護者、聖アンリの王と軍の勲章の創設者」と訳される。

### カナダ
今日、この称号のフランス語版はカナダにおける君主の正式な称号（... par la Grâce de Dieu, Reine du Royaume-Uni, du Canada et de ses autres Royaumes et Territoires, Chef du Commonwealth, Défenseur de la Foi）の一部として使われている。しかし、この称号はフランス語圏における極めて公式な場で主に使われ、特にケベック州の君主制支持地域で使われているわけではない。

## その他の例
1684年、ポーランド王ヤン3世ソビエスキは教皇インノケンティウス11世から「信仰の擁護者」（Defensor Fidei ポーランド語: Obrońca Wiary）の名誉称号を与えられた。ヤン3世は前年の1683年の第二次ウィーン包囲でキリスト教国連合軍を率いてオスマン帝国によるウィーン征服を阻止し、ヨーロッパ史の一大転換点を画する功績をあげていた。
エチオピア皇帝ハイレ・セラシエ1世は、正式称号の中に「信仰の擁護者」を有していた。
マラーター王国の創始者シヴァージーは、「ヒンドゥー教信仰の擁護者」（Haindava Dharmodhhaarak）と呼ばれた。